# Херберт, Джордж
Джордж Херберт, также Джордж Герберт (англ. George Herbert; 3 апреля 1593, Монтгомери, Уэльс — 1 марта 1633, Бимертон, Уилтшир) — английский поэт-метафизик, автор духовной лирики, англиканский священник.

## Биография
Родился в аристократической, богатой, интеллектуальной семье. Его отец Ричард Герберт, лорд Чербери был правнуком Роберта Герберта — младшего брата Уильяма Герберта, 1-го графа Пембрука. Мать Джорджа была другом и покровительницей Джона Донна, старший брат Эдвард сам был крупным поэтом и философом-деистом. Отец умер, когда Джорджу было три года, оставив вдову с десятью детьми. Джордж учился в Вестминстерской школе, затем в кембриджском Тринити-колледже (1609—1613). С 1618 года преподавал риторику в Кембридже, в 1620—1628 годах был общественным оратором университета. С 1624 года — депутат парламента. Ему и его карьере покровительствовал Яков I, но он вскоре умер. В 1627 году скончалась мать Херберта, погребальную проповедь над ней произнёс Джон Донн.
В 1630 году Херберт стал сельским священником в приходе Бимертон в 75 милях от Лондона. В 1633 году закончил книгу стихов «Храм». Уже тяжело больным он составил также практическое руководство для священников. Умер от туберкулёза, завещав рукопись книги «Храм» Николасу Фэрреру, основателю англиканской религиозной общины в Литл-Гиддинге (Хантингдоншир). В том же 1633 его книга была напечатана и до 1690 года выдержала 8 изданий.
Херберт писал также стихи на греческом и латинском языках.

## Посмертная судьба
Первым биографом Херберта выступил Исаак Уолтон.
В англиканской церкви Херберт причислен к лику святых, день его памяти — 27 февраля.
Оказал большое влияние на Кольриджа, Хопкинса, Т. С. Элиота. На стихи Херберта писали музыку Генри Пёрселл, Ральф Воан-Уильямс, Бенджамин Бриттен, Уильям Уолтон, Джудит Уир, Николай Корндорф и др. ().

## Джордж Херберт в России
На русский язык стихи Херберта переводили Иван Лихачёв, Александр Величанский, Геннадий Русаков, Виктор Топоров, Григорий Кружков, Дмитрий Щедровицкий(), Олег Комков ().